# Марудзезия
Марудзезия (лат. Marojejya; от массива Марожежи) — олиготипный род тропических растений семейства Пальмовые (Arecaceae).

## Ботаническое описание
Одиночные, однодомные пальмы. Стебель прямостоячий. Листья многочисленные, массивные, перистые или цельные.
Соцветия однополые, скрытые среди оснований листьев. Тычиночные цветки довольно мелкие; чашелистиков 3, свободные, неравные, узкие, яйцевидные; лепестков 3, кожистые, сросшиеся в основании на 1/3 своей длины; тычинок 6, нити в основании сросшиеся; пестик небольшой, трёхлопастный. Пестичные цветки значительно крупнее тычиночных, обратногрушевидные; чашелистиков 3, выраженные, яйцевидные, более или менее полосатые; лепестков 3, похожи на чашелистики, но крупнее; стаминодиев 6, узкие, треугольные; гинецей вздутый, одногнёздный. Плод асимметрично-шаровидный. Семена неравномерно округлые, сплюснутые или почковидные. 2n = 32.

## Виды
Два редких вида встречаются только на Мадагаскаре, оба находятся под угрозой уничтожения среды обитания.
- Marojejya darianii J.Dransf. & N.W.Uhl — Марудзезия Дариана
- Marojejya insignis Humbert typus[3] — Марудзезия замечательная